# ماتیاس هابیش
ماتیاس هابیش (انگلیسی: Matthias Habich؛ زادهٔ ۱۲ ژانویهٔ ۱۹۴۰) بازیگر اهل آلمان است.
از فیلم‌ها یا برنامه‌های تلویزیونی که وی در آن نقش داشته است، می‌توان به ارکستر سرخ، امر ضروری، نرون، سقوط، کتاب‌خوان، دشمن پشت دروازه‌ها، هیچ‌کجا در آفریقا، جک هالبورن، آوای وزغ و آنای آشفته اشاره کرد.